# Moros i Cristians d'Alcoi

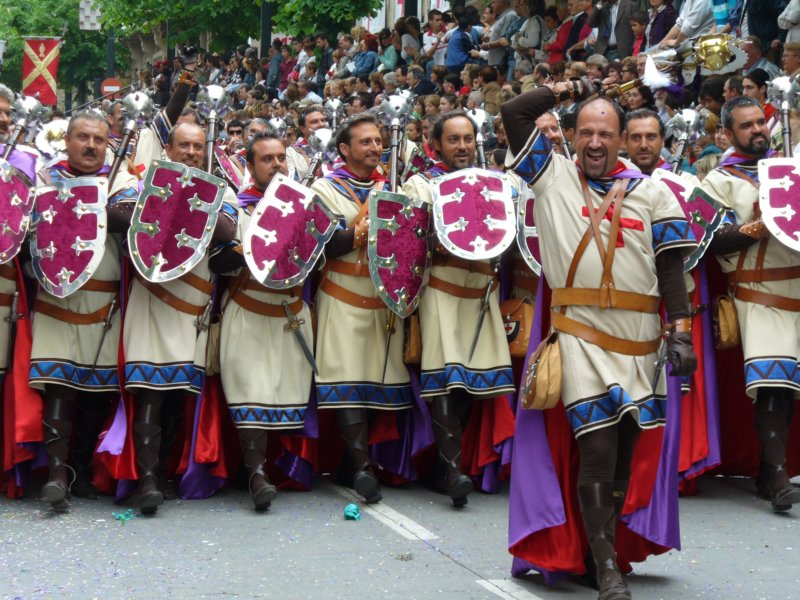
Esquadra Filada Vascos, 2006

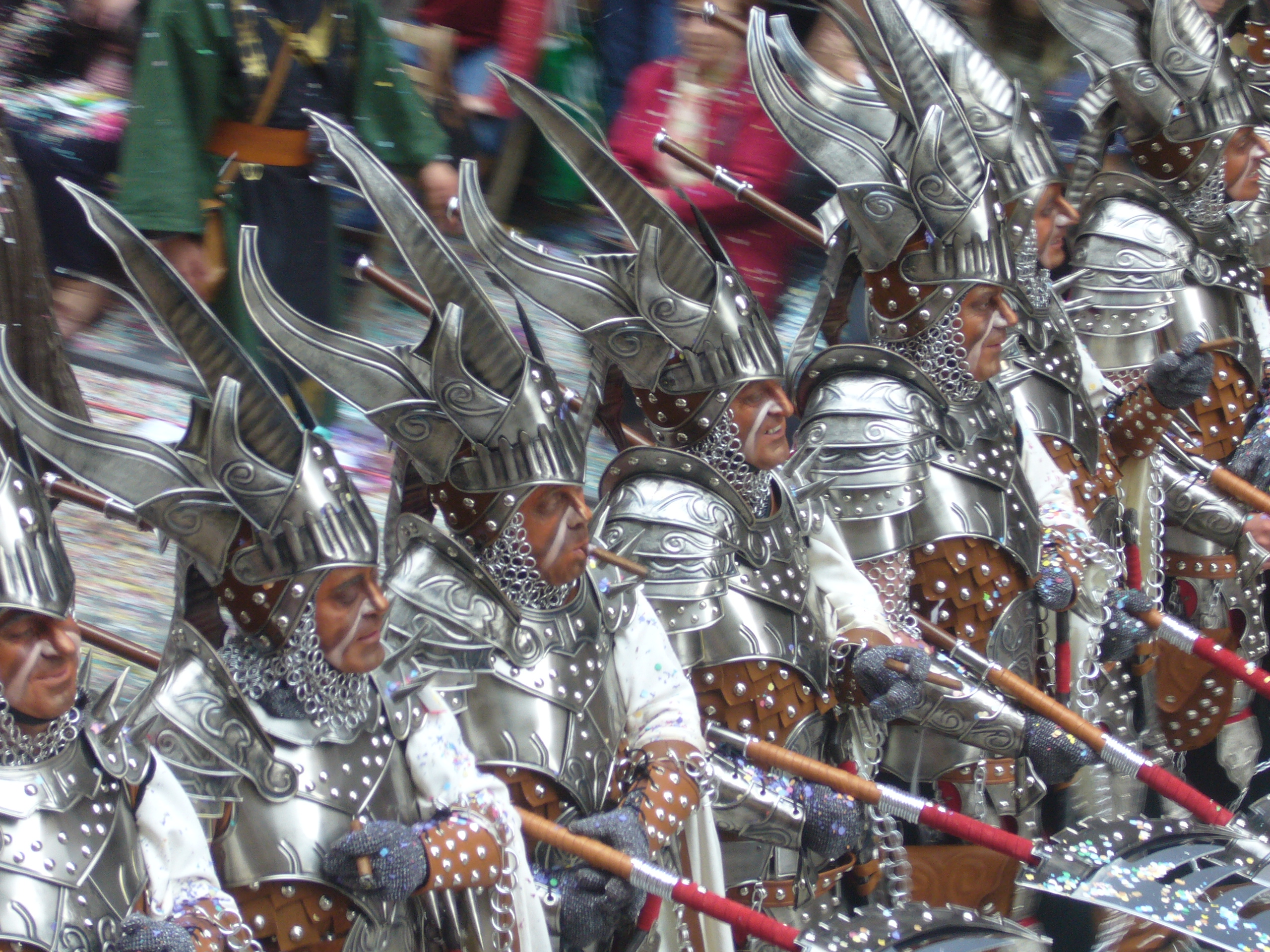
Esquadra de Negres, 2007

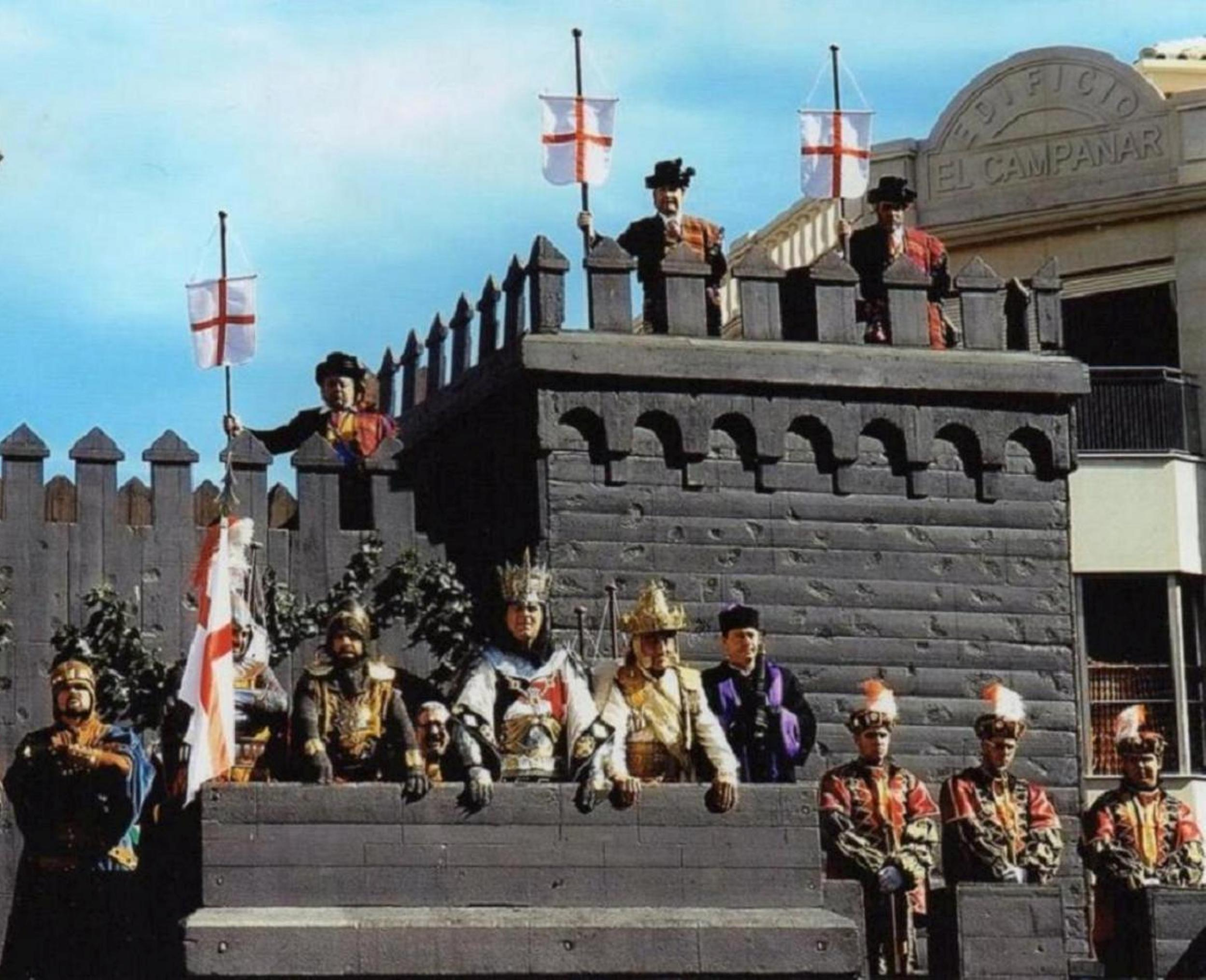
Ambaixada cristiana durant el Dia de l'alardo, any 2009.

Les festes de Moros i Cristians d'Alcoi (l’Alcoià) són una festa popular en què es recrea la lluita entre dos bàndols, musulmà i cristià.
Nombrosos pobles valencians celebren festes de Moros i Cristians, però des de l'últim terç del segle xx les d'Alcoi van aconseguir un reconeixement especial a la seua singularitat per la seua riquesa i espectacularitat, que les va portar a ser declarades d'interés turístic internacional l'any 1980.

## Història i origen
Tenen el seu origen en la batalla d'Alcoi produïda en 1276 que va enfrontar a les tropes benimerines comandades pel cabdill Al-Àzraq amb les tropes cristianes. Els habitants d'Alcoi cristians van ser ajudats per, aproximadament, 200 cavallers que es van desplaçar a Alcoi des de distintes comarques, 40 d'aquests cavallers del senyor feudal En Berenguer d'Entença.
Segons la tradició aquesta batalla es va produir el 23 d'abril de 1276, dia de Sant Jordi, i en el moment clau de la batalla va aparèixer la figura d'aquest sant a lloms d'un cavall sobre les muralles de la ciutat, decidint el resultat de la Batalla a favor del bàndol cristià. Des de llavors, Sant Jordi va ser nomenat patró de la ciutat i en el seu honor es fa festa el dia 23 d'abril. Com a part de les celebracions en honor de Sant Jordi, s'organitzen les festes de Moros i Cristians.
No obstant això, les darreres investigacions de diversos historiadors coincideixen que aquesta tradició dissenteix dels successos que van succeir en la realitat. Així, la batalla que es commemora no va ser ni el 25 d'abril pel pòrtic de Sant Marc, com assenyalaven alguns historiadors, ni el dia 23 com feien referència els cronistes dels segles xvi i xvii. La data se situaria al 5 de maig de 1276.
Segons les darreres investigacions, s'ha conclòs que Al-Azraq va realitzar, conjuntament amb tropes benimerines, un primer atac a un lloc indeterminat d'Alcoi. Durant aquest primer atac va morir el mateix Al-Azraq i les tropes musulmanes es van retirar direcció al sud i van esperar a les tropes cristianes a La Canal -actual zona del Puig-, ja que les tropes defensores, en veure mort a Al-Azraq i retirar-se els moros, van perdre la cautela i van eixir en persecució de les tropes sarraïnes segons es relata al Registre de Cancelleria del Rei Jaume I. Els musulmans, esperant-los a La Canal, els van fer una emboscada i va ser quan els cristians varen ser totalment derrotats.
Els cavallers musulmans a ordre d'Al-Azraq muntaven en cavalls amb estreps curts, cavalcaven quasi agenollats i els rossins anaven lliures d'armadura, la qual cosa els donava major agilitat i rapidesa que no els genets i cavalls cristians que anaven, en la seua majoria, protegits amb cota de malla i metalls i que provocaven que foren genets lents i maldestres.
Existeixen unes primeres referències, datades l'any 1511, on les Autoritats Municipals d'Alcoi, afegeixen l'ús de "tamborins" (música), jocs populars i "concursos simulant combats", a la ja tradicional celebració religiosa en honor de Sant Jordi. En 1552, s'introdueix l'arcabús a la festa. En 1574 es van registrar 250 ballestes, 225 arcabussos i 210 piques. El document millor conservat en el qual se citen les festes data de 1672, quan el cronista Carbonell, en el seu llibre Célebre centuria, parla de les celebracions en honor de Sant Jordi i commemorant l'expulsió dels musulmans, amb aparició de dues companyies, una de Moros-Christianos i una altra de Cathólicos-Christianos, que constitueixen l'origen de les vint-i-huit filades actuals.

## Participació de la dona
En 1997 fou l'any en què una dona fou inclosa per primera vegada en una filada com a sòcia de ple dret, però molts dels seus drets es veuen restringits. Un any després, 1998, moltes xiquetes tenen número en les seues filades per primera volta. En molts casos les xiquetes acaben fora de la filada de tota manera.
El 2003 es crea l'Associació Fonèvol, associació que lluita pels drets de les dones a la festa. El 2004 El síndic de greuges dicta una resolució en favor de la igualtat de les dones a les festes d'Alcoi i centenars de dones comencen a participar en les festes amb vestit propi, però, sense dret a decidir res i sempre depenent del seu marit, company o pare. El 2005 es consolida la participació d'unes poques dones a les entradetes d'abril i Mig Any. En 2006 l'Audiència Provincial d'Alacant emet una sentència a favor de les tres dones que van intentar ser membres de la filada Navarros. La sentència admet que s'ha impedit que les dones participen pel fet de ser dones.
El 2006 es presenta la primera xiqueta per representar el càrrec de Sant Jordiet, però l'Associació de Sant Jordi no va admetre la seua inscripció. Tot i això, es consolida la participació de dones dins els cercles que es formen durant els soparets en la Plaça.
La necessitat d'igualtat de gènere i inclusió de la dona en la festa a poc a poc va visibilitzant-se, amb fets i declaracions com la del president de l'Associació de Sant Jordi, que el 2009 declara a un mitjà de comunicació: “¿Què és la normalitat? Sense dubte que baixe la primera esquadra de dones pel carrer Sant Nicolau.” Amb aquesta frase admet implícitament l'anormalitat de les festes pel que fa a les dones.
El 2009 una dona és membre de la directiva de la seua filada, però sorprenentment aquesta notícia pràcticament no ha tingut ressò en els mitjans de comunicació. El 2011 altra filada acull cinc dones festeres de ple dret, una d'elles membre de la directiva. Relacionat amb els problemes de participació femenina en la festa, l'artista Gloria Segura (Alcoi, 1979) exposa en el Museu de la Universitat d'Alacant un retaule que recrea la vida, obra i miracles de santa Georgina. Segons l'autora per a “adoctrinar i alfabetitzar” els hòmens alcoians que impedeixen que la dona participe en igualtat de condicions en les festes de Moros i Cristians. El mateix any, Isabel-Clara Simó torna a donar suport a la participació de la dona en igualtat en la festa a una conferència que va oferir al CADA d'Alcoi en el mes d'abril.
El 2012 augmenta el nombre de filades que acullen festeres que paguen mitja o tota la fulla, és a dir, amb dret a disparar: als Alcodians n'hi ha tres, als Navarros n'hi ha dues, als Marrakesch huit, als Gusmans una, als Miqueros dues, als Maseros n'hi ha quatre, als Aragonesos n'hi ha una i als Judios n'hi ha una. Per altra banda, la majoria dels membres de la filada Verds i la societat alcoiana en general està a favor de la presència de les xiquetes dins la filada. De fet, alguns membres de la filada han elaborat una adhesió reivindicant la presència de dones a la seua filada. Amb tot, la filada ha rebutjat l'entrada de cinc xiquetes.
L'any 2013, la regidora d'igualtat fa explícit el seu suport a les reivindicacions de l'Associació Fonèvol: “[…]per tal que al final el fet que tinguem els mateixos drets l'home com la dona en la festa siga una realitat”. Per primera vegada, la regidora d'Igualtat afirma que l'Ajuntament d'Alcoi es comprometia públicament a treballar per la integració de la dona. Any en què una doble esquadra femenina de la filada Marrakesh participa en la segona diana. El públic va premiar amb aplaudiments aquesta iniciativa.
Un any després (2014), Xesca Lloria és la primera festera que forma part de la directiva de l'Associació de Sant Jordi ocupant el càrrec de cronista. Tant des de l'Ajuntament amb Estefania Blanes com la regidora de Participació Ciutadana i a diferents moviments democratitzadors a la festa es demana la plena integració de la dona en la festa, que donaran lloc a la participació de moltes dones en les entradetes del Mig Any i desfilar aquelles que no són festeres de ple dret. Però, també és l'any que els vestits femenins es van instaurar per evitar que les dones desfilen en festes junt els homes.
Un altre dels avanços per la participació de la dona en la festa de ple dret fou l'autorització des de l'Ajuntament d'Alcoi a l'Associació Fonèvol per organitzar una entradeta pel carrer Sant Nicolau el dia 14 d'abril de 2015. Moltes persones participen formant o com a públic i aconsegueixen els seus objectius: passar-ho bé i reivindicar els drets de les dones en la Festa. Aquest mateix any onze dones de la filada Marrakesch arranquen la primera Diana el 25 d'abril. Un any després, les filades Vascos i Marrakesch presenten les primeres esquadres de dones en les entrades que reben un enorme suport per part del públic.
Molta gent dona suport obertament a la participació igualitària de la dona en la festa, fins i tot persones que abans estaven en contra. A poc a poc augmenta la participació femenina en la segona Diana, com per exemple la filada Realistes, que presenta una esquadra de dones de ple dret. Darrerament, els canvis, quant als drets de les dones s'han traslladat a actes més rellevants, com ara la figura de Sergent (2019) i tot i que no guanyen, és de gran rellevància poder accedir al concurs.
El 2019, per primera vegada una dona, Carolina Ortiz Pineda, té vot en la directiva de l'Associació de Sant Jordi en tota la història de la institució. Aquest mateix any l'associació aprova als estatuts la modificació de l'article 49 en què queda prohibit "que el fester utilitze un vestit oficial que no correspon al seu sexe", evitant que les dones utilitzen el vestit de la filada. Conseqüentment, tampoc poden haver-hi esquadres mixtes, ja que tots els components han de portar el mateix vestit. Al voltant de 371 dones tenen ple dret en les festes d'Alcoi i sols queden sis filades sense dones. També fou l'any en què una dona, Trinidad Sanchis, dirigeix els músics durant l'himne de festes, és la cinquena dona que ho fa.

## Associació de Sant Jordi
L'Associació de Sant Jordi és l'entitat privada encarregada de l'organització de les festes. Declara que les seues finalitats són fomentar el culte i devoció a Sant Jordi, cuidar la seua Església, i conservar les tradicions relacionades.
Les Festes d'Alcoi van ser declarades en 1965 d'Interès Turístic i el 1980 d'Interès Turístic Internacional. L'Associació apareix per primera vegada reglamentada com a tal i amb el nom actual l'any 1883, si bé té una predecessora anomenada Junta de Devots del Sant, que apareix en documents del segle xviii, i que passaria a ser la Junta de Directors del Senyor Sant Jordi, de la qual es conserven les primeres actes i reglaments datats en 1839.
L'Associació de Sant Jordi, a més d'organitzar la seua festa anual, té com a finalitats primordials fomentar el culte i devoció a Sant Jordi, així com tenir cura del seu Temple i conservar les tradicions basades en la gloriosa efemèride commemorada, "fomentant el que signifique esperit fester i alcoià".
Sota aquesta denominació apareix reglamentada en l'any 1883, recollint l'esperit i tradició de la Junta de Devots del Sant, així anomenada al segle xviii, i que més tard es titularia Junta de Directors del Senyor Sant Jordi, de la qual es conserven les primeres Actes i Reglaments datats en 1839.
En l'actualitat l'Associació de Sant Jordi compta amb més de 10.000 associats, que la converteixen en la primera entitat alcoiana, el govern i administració està regit per la Junta Directiva -composta per 25 membres, entre els quals figuren un representant de l'Ajuntament i el vicari o representant eclesiàstic, tots dos membres nats-, i l'Assemblea General, formada pels Primers Trons o presidents de les 28 filaes; els Majorals, en representació dels Associats, en nombre de 14, elegits per sufragi universal; membres d'honor i personatges festers, fins a un total de 120.
A l'Assemblea General, que es reuneix en sessió ordinària dues vegades l'any (gener i maig-juny) s'adopten els acords que regulen els diferents actes de l'anual celebració.
Va ser declarada Entitat d'Utilitat Pública pel Ministeri d'Interior el gener de 2000.

## Filades
Estes vint-i-huit filades (noms oficials, algunes filades tenen nom oficial en castellà i valencià, altres no) són:
- Bàndol Moro: Llana, Judios, Domingo Miques, Chano, Verds, Magenta, Cordón, Ligeros, Mudéjares, Abencerratges, Marràqueix, Realistes, Barbarescs i Benimerins.

- Bàndol Cristià: Andalusos (Contrabandistes), Asturians, Cids, Llauradors, Gusmans, Bascos, Mossàrabs, Almogàvers, Navarresos, Tomasines, Muntanyesos, Creuats, Alcodianos i Aragonesos.[12]

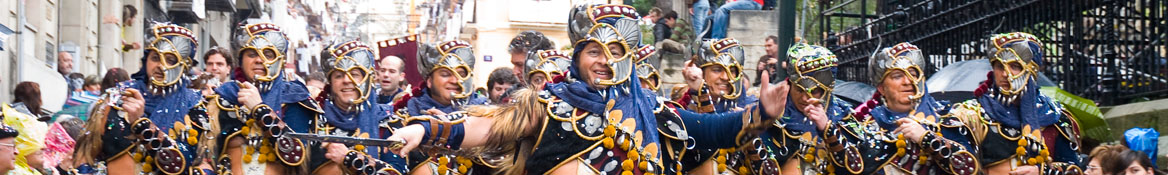
Filada Andalusos l'any 2010.

## Himne de la festa
L'Himne de festes d'Alcoi prové de la marxa mora El Sig, extreta de la sarsuela La Bella Zaida, que va ser composta pel mestre Gonzalo Barrachina Sellés (1869-1916). En 1917, com a homenatge pòstum al mestre, va ser declarada com a Himne de la Festa de Moros i Cristians d'Alcoi, amb la lletra composta pel periodista Eugenio Moltó Botella.
| «                         | Nostra festa ja cridant-nos està cridant està amb veu i ale que es vida per tots es beneïda beneïda. Visca! Visca! Llaor, llaor, per donar-te esplendor riu en l'esfera la Primavera. Visca! Visca! | » |
| — HIMNE DE FESTES D'ALCOI | |   |

## Desenvolupament de la festa
Per a l'any 2013 es va acordar avançar les festes un dia per a fer que el dia de les entrades fora diumenge. Així doncs, de manera excepcional, la trilogia festera del 2013 van ser els 21, 22 i 23 d'abril, sent el diumenge 21 "El Dia dels músics", el dilluns 22 "El Dia de les entrades" i el dimarts 23 "El Dia de Sant Jordi".

### 21 d'abril. Dia dels músics
Este dia, caient la vesprada, les bandes que acompanyaran a les filades desfilen des del final de l'avinguda del País Valencià fins a la plaça d'Espanya, on totes interpreten l'Himne de la festa en un moment emoció per als alcoians.
Més tard arriba el sopar típic, la nit de l'olla que consisteix en l'olleta alcoiana, un contundent guisat fet a base de fesols. Després del sopar desfilen (de paisà) totes les filades cap a la plaça d'Espanya (recorreguts curts des de la part alta i baixa adjacents a esta plaça), són les filaetes.

### 22 d'abril. Dia de les entrades
Pròpiament, és el primer dia de festes. A les 6 del matí, la primera diana, desfilada en què cada una de les filades desfila amb una esquadra de 10 festers, el caporal d'esquadra i banda.
A les 10:30 i des del Partidor comença l'entrada cristiana, amb el capità cristià precedit per la seua ostentació i seguit per la resta de filades cristianes, la desfilada del qual tanca l'altre càrrec, l'alferes cristià.
A les 16:30 comença l'entrada mora, amb idèntic orde, capità, resta de filades i tanca l'alferes.

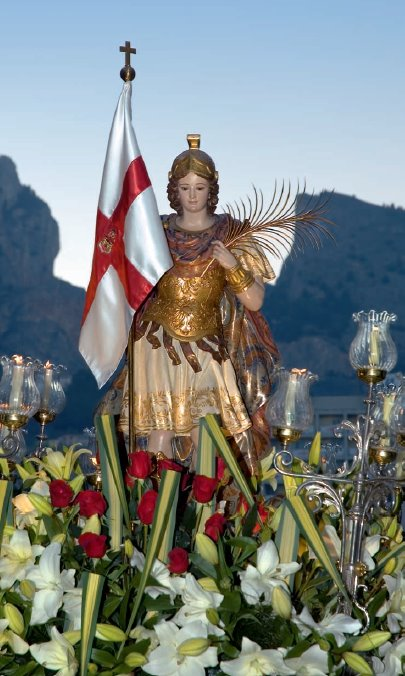
Sant Jordiet durant la processó del Dia de Sant Jordi.

### 23 d'abril. Dia de Sant Jordi
A les 9:00 se celebra la segona Diana, igual que la primera excepte que els participants són xiquets.
A les 11 es fa una processó amb la relíquia de Sant Jordi, des de l'església consagrada a este sant fins a la de Santa Maria i en la que participen els càrrecs festers i Sant Jordiet. Un dels moments més emotius d'esta processó és quan en el carrer Sant Llorenç es llancen pètals de rosa blancs i rojos al pas de Sant Jordiet, convertint el carrer en una estora de pètals. Esta processó acaba en una espectacular missa en què s'interpreta la Missa a Sant Jordi, de Amando Blanquer.
A la vesprada es fa una diana vespertina, anomenada del cavallet, en la que participen les filades dels Realistes i dels Barbarescs.
A la nit es fa la retreta, en la que els festers desfilen sobre carrosses llançant objectes, xicotets regals, al públic.

### 24 d'abril. Dia de l'alardo

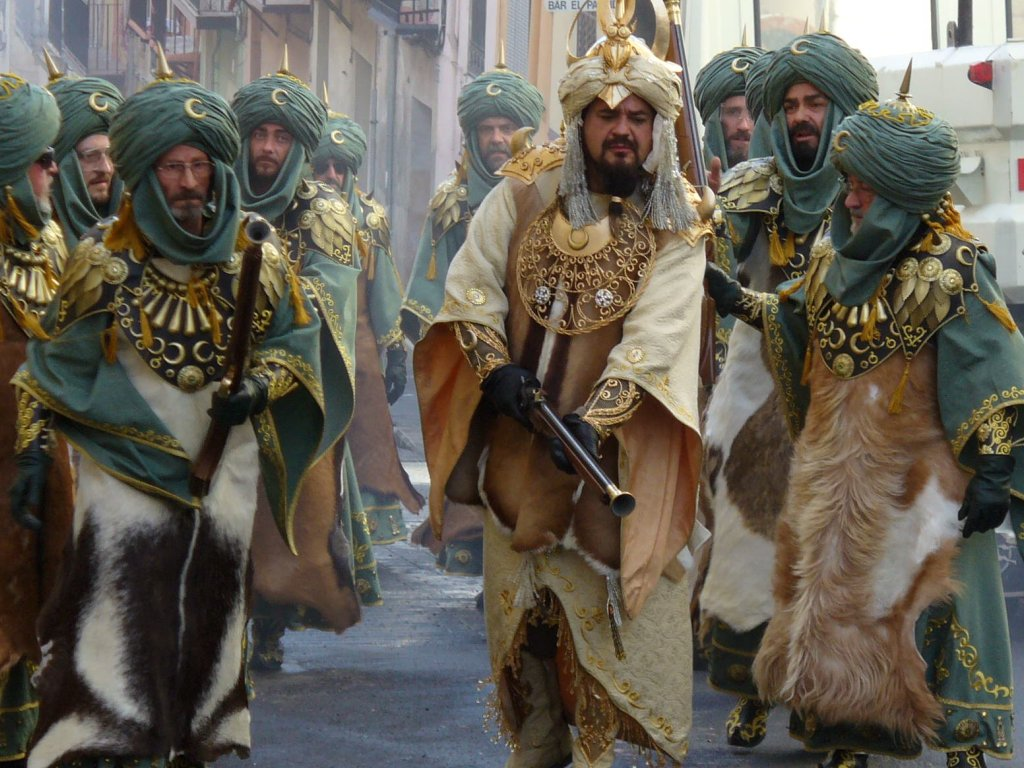
Detall de l'alardo de la vesprada, any 2007.

Este dia també és conegut com a dia dels trons i es produeix a primera hora el contraban per part de les filades d'Andalusos i Maseros, acte de to humorístic.
Prompte comencen les guerrilles, en les que ja hi ha descàrregues de pólvora amb trabucs i alguns arcabussos, que donaran en l'estafeta i ambaixada mora, amb la presa de possessió del castell de festes pels cristians i diversos discursos.
A mitjan matí es produeix l'alardo pròpiament dit, que és la batalla simulada amb profusió de sonors tirs, que acaba en la presa del castell pel bàndol moro.
A la vesprada arriba l'estafeta i ambaixada cristiana que dona lloc a què a última hora de la vesprada els cristians aconseguisquen la victòria definitiva.
A la nit, es produeix l'Aparició de Sant Jordi, en la que el Sant Jordiet s'apareix en els merlets del castell i llança fletxes de plàstic als assistents.
La fi de festa són els soparets, que realitzen els festers al mig dels carrers del centre d'Alcoi.

## Usos i costums
Els usos i costums propis de les festes alcoianes són majoritàriament els que trobem entre la gastronomia alcoiana, tot i que destaquen el consum de café-licor, beguda espirituosa que es pren sola o acompanyada en combinats com el plis-plai (mesclat amb refresc de cola) o la popular mentida, en la qual va combinat amb granissat de llima. També és popular el consum de granissat amb licors, com per exemple el whisky (l'anomenat somriure alcoià).